# Ansjovis
De ansjovis (Engraulis encrasicolus) is een straalvinnige vis uit de familie van de ansjovissen (Engraulidae). Hij bereikt gemiddeld een lengte van zo'n 20 centimeter, heeft een afgeronde snuit en een korte onderkaak. Het voedsel bestaat uit dierlijk plankton.

## Leefwijze en -omgeving
De ansjovis komt voor in de Atlantische Oceaan, de Middellandse Zee, Zwarte Zee, Zee van Azov en de westelijke Indische Oceaan.
Het is een kustvis die in grote scholen zwemt. De ansjovis is een euryhaliene soort die zoutgehalten tussen 41‰ en 50‰ verdraagt, en voor de eiafleg in sommige gebieden estuaria, lagunes en meren bezoekt. Deze eiafleg gebeurt tussen april en november en dan vooral in de warmste maanden. De bevruchte eieren zijn pelagisch in de bovenste 50 meter en ontluiken na 24 tot 65 uur.

### Bescherming
De vis komt voor in de Noordzee langs de Nederlandse kust en in de Zeeuwse wateren. De vis staat als gevoelig op de Nederlandse Rode Lijst maar niet op de internationale Rode Lijst van de IUCN.

## Ansjovisvangst in Nederland en België
De ansjovis trekt in april naar het noorden en komt langs de kust van België en Nederland om zich voort te planten, bij voorkeur in brak water zoals de Oosterschelde.
Bergen op Zoom heeft een oude traditie waar de vis met traditionele weervisserij wordt gevangen.
De oudste vermelding van de Weervisserij in Bergen op Zoom dateert uit 1673 bij de oprichting van het vissersgilde.
De ambacht van het Weervissen is uitgeroepen tot immaterieel cultureel erfgoed.
Vroeger ook in de Zuiderzee waar de visserij op "ansoop" (Urker naam) van grote betekenis was. De vis werd gezouten en in vaatjes gedaan, om daarin een jaar lang te 'rijpen'.
Deze wijze van inleggen is rond 1691 uitgevonden door Jan Aaltsz. Brouwer, lid van het St. Petrus- of vissersgilde te Harderwijk (Gelderland).

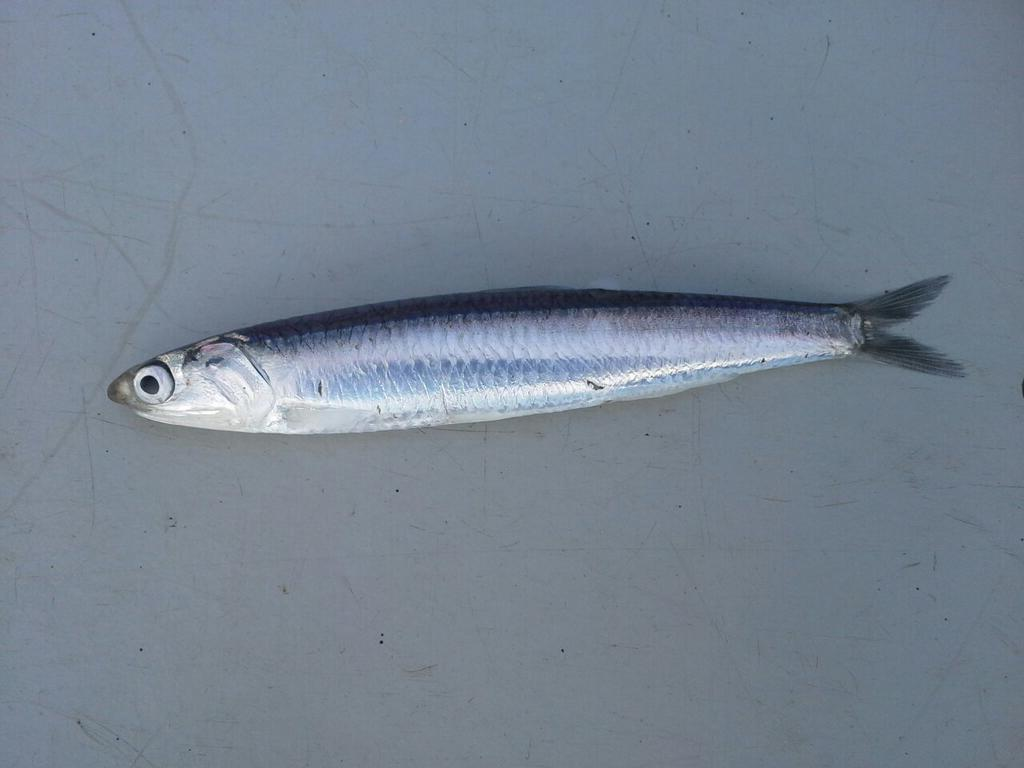
Ansjovis

## Bereiding
Ansjovis wordt sterk gezouten in diverse keukens gebruikt.
De toepassing varieert van lekkernij tussendoor en topping voor pizza's, tot ingrediënt voor sauzen.
Ansjovis voegt umami, de zogenaamde vijfde smaak, toe aan gerechten. Het werkt, zoals veel gefermenteerde ingrediënten, als een natuurlijke smaakversterker.
Gepekelde ansjovis wordt doorgaans minstens een maand in zout ingelegd om voldoende smaak te krijgen. Dit wordt met name in Mediterrane landen als Griekenland, Italië en Frankrijk gedaan.
In Spanje wordt de ansjovis vaak eerst in azijn of citroensap gelegd. Na een nacht in het zuur wordt er olijfolie, knoflook en peterselie over gedaan en vervolgens wordt de vis als tapa gegeten.
In Zuidoost-Azië wordt de vis vaak verwerkt tot vissaus. Voor vissaus wordt de vis gefermenteerd. De Romeinen deden dit ook en zij noemden hun saus garum. De bekende Engelse worcestersaus bevat ook gefermenteerde ansjovis.
Van ansjovis wordt ook ansjovisboter gemaakt.
Enkele gerechten waar ansjovis in gebruikt wordt, zijn de Franse salade niçoise en de Italiaanse bagna cauda.